# Кевендишов оглед
Кевендишов оглед је прво мерење гравитационе константе у лабораторијским условима које је извршио британски научник Хенри Кевендиш 1798. године.
На танкој кварцној нити је обешена лака полуга (занемарљиве масе). На крајевима полуге се налазе две оловне куглице маса m. У непосредној близини куглица су симетрично постављене две веће оловне кугле, масе M. Гравитационе силе између тела маса m и M изазивају спрег, чији је момент интензитета:
Овај момент спрега ротира штап на коме се налазе куглице за угао θ, који представља угао упредања конца на коме виси штап. Због еластичности ће се у концу изазвати момент спрега упредања (торзије).
где је C торзиона константа. Моменти М и {\displaystyle M_{t}} имају супротну оријентацију, и под њиховим дејством ће систем (торзиона вага) заузети равнотежни положај под условом:
Ако измеримо величине на десној страни последње једначине, можемо да израчунамо гравитациону константу, чија је вредност:
Мала вредност гравитационе константе показује да су гравитационе силе малог интензитета и стога се убедљивије манифестују тек између тела релативно великих маса.